# Oskar Nordström Skans
Oskar Nordström Skans, född 20 december 1971 i Kiruna, är en svensk nationalekonom.
Nordström Skans blev 2002 filosofie doktor vid nationalekonomiska institutionen vid Uppsala universitet. Därefter arbetade han som forskare vid det statliga forskningsinstitutet IFAU i Uppsala fram till 2014. Han antogs som docent av Uppsala universitet 2007. Mellan 2012 och 2014 tjänstgjorde han även som adjungerad professor vid nationalekonomiska institutionen vid samma lärosäte. År 2014 utsågs Nordström Skans till professor i nationalekonomi, vid samma institution och efterträdde då Bertil Holmlund."
Hans forskning ligger huvudsakligen inom området arbetsmarknadsekonomi. Forskningen berör områden som ungdomars inträde på arbetsmarknaden, betydelsen av sociala kontakter på arbetsmarknaden och hur teknologisk utveckling påverkar arbetsmarknaden. År 2015 mottog han Assar Lindbeck-medaljen, vilken utdelas vartannat år av Nationalekonomiska Föreningen till en svensk nationalekonom under 45 år som gjort ett signifikant bidrag till ekonomiskt tänkande och ekonomisk kunskap. 
Nordström Skans har författat populärvetenskapliga böcker och rapporter samt deltagit som expert i offentliga utredningar. Han var medlem av Finanspolitiska rådet under perioden 2013-2016. Han var även ansvarig för 2011 års Långtidsutredning som fokuserade på hur arbetsmarknaden kan förbättras.